# Varšavski geto
Varšavski geto je bil največji izmed judovskih getov, ki ga je ustanovil Tretji rajh v Varšavi, nekdanji prestolnici Poljske, v času holokavsta med 2. svetovno vojno.
Med letoma 1941 in 1943 so stradanje, bolezni ter deportacije v koncentracijska ter uničevalna taborišča zdesetkale populacijo geta iz prvotnih 450.000 na domala 70.000 ljudi. Leta 1943 je bil varšavski geto prizorišče varšavske vstaje, prvega množičnega mestnega upora proti nacistični okupaciji Evrope.

## Zgodovina

### Geto pod nemško okupacijo
Varšavski geto je ustanovil nemški vrhovni guverner Hans Frank 16. oktobra 1940. V tem času je število prebivalcev v getu obsegalo okoli 440.000 ljudi, kar je znašalo okrog 37 % takratne populacije Varšave. Poleg tega je velikost geta obsegala okrog 4,5 % celotne površine Varšave. Nacisti so nato zaprli varšavski geto pred zunanjim svetom, ko so 16. novembra 1940 okrog njega postavili visok zid, zavarovan z oboroženimi stražniki.
V naslednjem letu in pol so bili tisoči poljskih Judov kot tudi nekaj Romov  Arhivirano 2007-10-17 na Wayback Machine. prepeljani iz manjših mest ter podeželja v ta geto, kajti bolezni (še posebno tifus) in stradež so močno zmanjšali število prebivalcev v getu. Povprečni dnevni obrok hrane v letu 1941 za Jude v Varšavi je bil omejen na zgolj 253 kalorij, kar je mizerno v primerjavi z 2325 kalorijami za nejudovske Poljake ter 5613 kalorijami za nemško prebivalstvo. Življenje v getu je opisala in poročala skupina Oynega Shabbosa. Leta 1942 je poljski odporniški bojevnik Jan Karski obvestil vlade na zahodu o situaciji v getu ter uničevalnih taboriščih.
Več kot 100.000 prebivalcev v getu je umrlo zaradi razsajajočih bolezni ter stradeža, kot tudi zaradi stalnih pobojev, celo še preden so nacisti pričeli z masovnimi deportacijami prebivalcev iz getovskega Umschlagplatza v Koncentracijsko taborišče Treblinka v času Akcije Reinhard. Med Tisho B'Avom, 23. julija 1942 ter Jom Kipurjem 21. septembra 1942, je bilo okrog 254.000 prebivalcev geta poslanih v Treblinko in bilo tam umorjenih.
Do konca leta 1942 je postalo jasno, da te deportacije vodijo v smrt in veliko preostalih Judov se je odločilo boriti.

### Vstaja v Varšavskem getu in uničenje geta
18. januarja 1943 se je ponudila prva prilika za oboroženi upor, ko so Nemci pričeli s končnim izgonom preostalih judov. Judovski odporniki so imeli nekaj uspeha: izseljevanje se je po štirih dneh prenehalo in judovski odporniški organizaciji Żydowska Organizacja Bojowa ter Żydowski Związek Wojskowy iz geta sta prevzeli nadzor nad getom, si zaščitili hrbet, se postavili na položaje ter pričeli z operiranjem proti nemškim judovskim sodelavcem. V naslednji treh mesecih so se vsi prebivalci geta pripravljali na tisto, kar naj bi postalo končni boj.
Končna bitka se je pričela na večer pred pasho (judovskim praznikom osvoboditve izpod egiptovskega suženjstva), 19. aprila 1943, ko je večje število oboroženih nacistov vkorakalo v geto. Po prvotnem slabem začetku so začeli Nemci po razporeditvenem povelju, ki ga je odredil Jürgen Stroop, sistematično zažigati in uničevati blok za blokom, se premikali v krogu in ubili vsakega Juda, ki so ga lahko našli. Glavnina odpora se je končal 23. aprila 1943, nemška operacija pa se je uradno končala v sredini maja, z simboličnim vrhom v uničenju Velike sinagoge v Varšavi, 16. maja 1943.
Če upoštevamo uradno poročilo, je bilo na koncu 56.000 ljudi ubitih na mestu samem ali deportiranih v nacistična koncentracijska taborišča, največ v Treblinko.

## Ljudje

### Žrtve
- Tosia Altman - odporniška borka, ubita v Varšavi leta 1943
- Mordechaj Anielewicz - odporniški voditelj, naredil samomor 1943
- Adam Czerniaków - inženir in senator, glava varšavskega Judenrata, naredil samomor 1942
- Itzhak Katzenelson - učitelj, pesnik in dramaturg, ubit v Auschwitzu 1944
- Janusz Korczak - pediater, otroški vzgojitelj in avtor del za otroke, ubit v Treblinki 1942
- Simon Pullman - dirigent Simfoničnega orkestra Varšavskega geta, ubit v Treblinki 1942
- Emanuel Ringelblum - zgodovinar, politik, socialni delavec in voditelj getovskih letopiscev, ubit v Varšavi 1944

### Preživeli
- Icchak Cukierman - vodja odpora
- Marek Edelman - politični in socialni aktivist, kardiolog in zadnji živeči voditelj vstaje.
- Bronisław Geremek - socialni zgodovinar in politik
- Ludwik Hirszfeld - mikrobiolog in serolog
- Zivia Lubetkin - voditeljica odpora
- Marcel Reich-Ranicki - literarni kritik
- Simcha Rotem - odporniški borec, lovec na naciste
- Władysław Szpilman - pianist, komponist in pisec memoarov

### Sodelavci
- Władysław Bartoszewski - poljski odporniški aktivist organizacije Żegota v Varšavi
- Henryk Iwański - poljski odporniški častnik z nalogo podpore getu

- Jan Karski - Poljski odporniški kurir, ki je obveščal o dogodkih v getu zaveznike
- Szmul Zygielbojm - poljsko-judovski socialistični politik, ki je storil samomor v Londonu v znak protesta do zavezniške brezbrižnosti